# Instrument de recherche

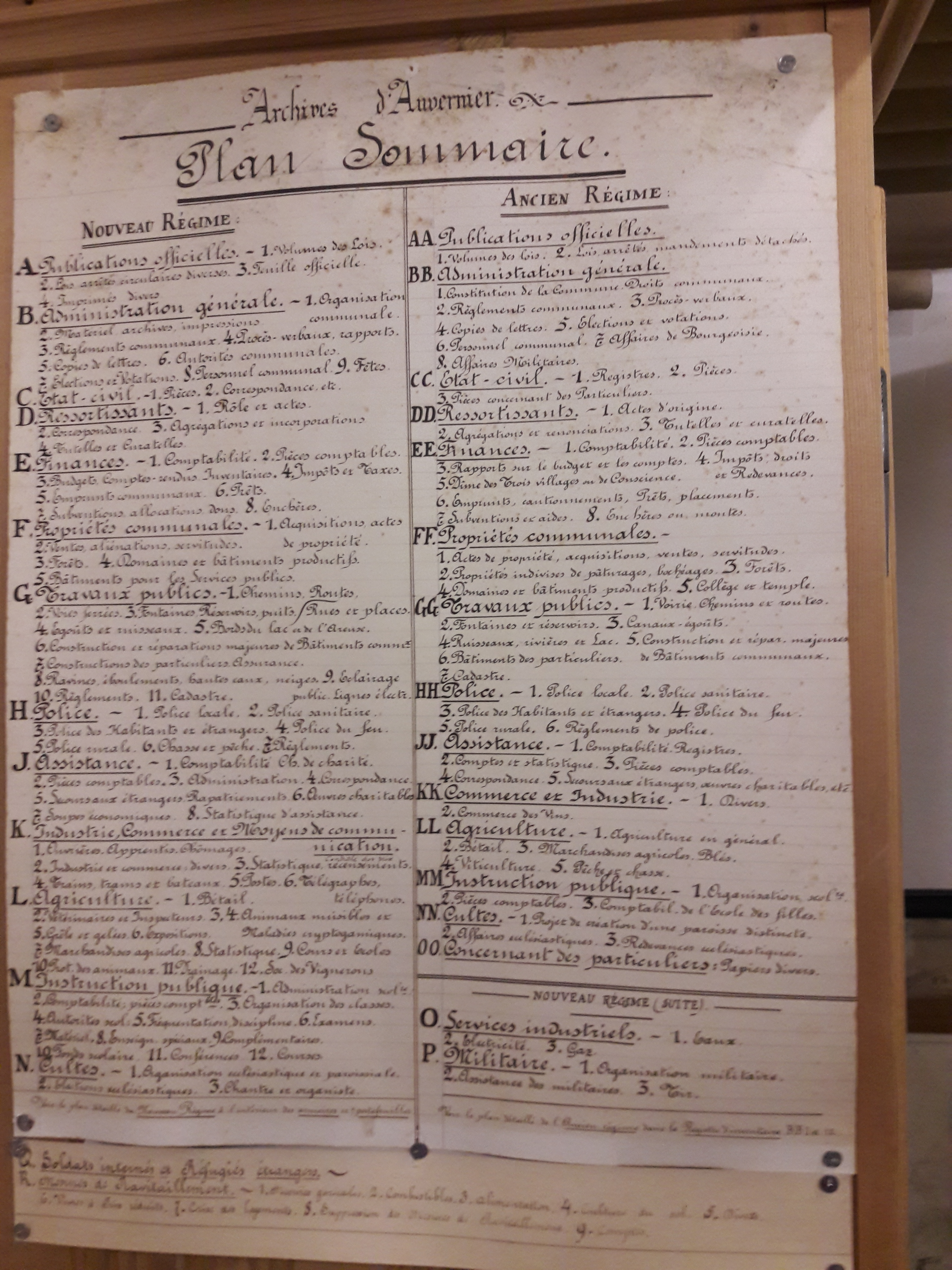
Inventaire des archives de la Commune d'Auvernier (Neuchâtel, Suisse) affiché directement sur les armoires conservant lesdites archives (inventaire du début 20e siècle)

En archivistique, un instrument de recherche (ou outil de repérage) est un système de repérage indirect d'un ensemble d'archives qui décrit leur contenu.
Destiné à un public provenant de divers milieux, il a pour but de permettre au chercheur de repérer rapidement les informations utiles dont il a besoin.

## Composition
Un instrument de recherche fournit des indications plus ou moins détaillées sur le contenu de chaque article (l'article est l'unité intellectuelle et matérielle de base des archives, identifiée par une cote).
L'instrument de recherche est rédigé et au besoin mis à jour par les archivistes du service d'archives concerné. Il peut prendre la forme d'un ouvrage, d'un fichier ou d'une base de données. Il est généralement en libre consultation dans la salle de lecture, sous forme multigraphiée le plus souvent ou sous forme imprimée pour les plus anciens et pour ceux qui portent sur des fonds clos, c’est-à-dire non susceptibles d'accroissement.
La rédaction des instruments de recherche fait l'objet d'une normalisation internationale à l'initiative et dans le cadre du Conseil international des archives. La première de ces normes est la Norme générale et internationale de description archivistique, plus connue sous l'acronyme de sa dénomination en anglais ISAD(G). Des normes ont ensuite été élaborées pour les notices d'autorité relatives aux collectivités, aux personnes et aux familles (norme dont l'acronyme anglais est ISAAR(CPF), adoptée en 1995), et pour la description des fonctions des personnes et organismes producteurs des documents (ICA-ISDF, publiée en 2008).
Ces normes de description ont été transcrites en langage informatique (XML ou RDF) pour permettre la mise en ligne sur le web des instruments de recherche et l'échange entre les institutions. Parmi ces standards d'encodage, on trouvera en particulier les DTD EAD, EAC-CPF et EAG, puis plus récemment le standard RiC pour la représentation en graphe sémantique.
L'instrument de recherche peut être plus ou moins précis, selon le service d'archives et selon que l'instrument porte sur la totalité des fonds conservés, sur un fonds particulier ou sur une partie d'un fonds.

## Types d'instruments de recherche

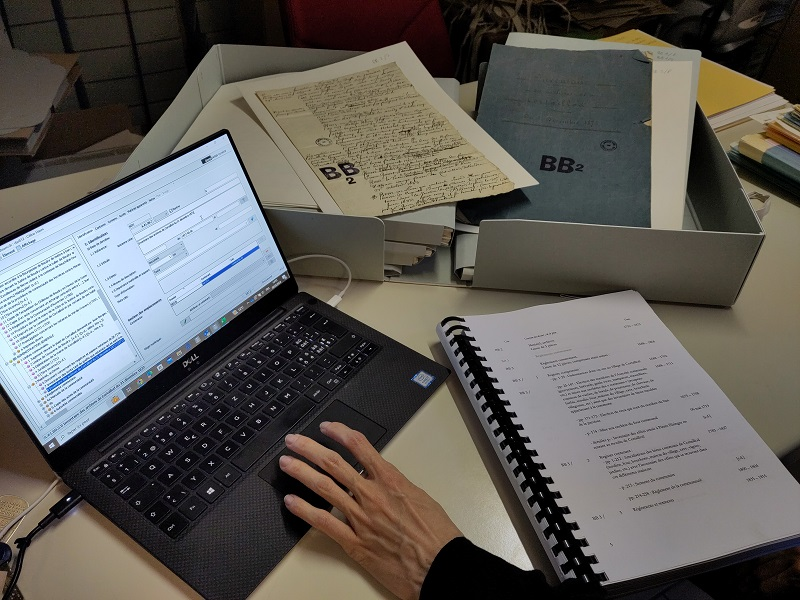
Différents instruments de recherche : inventaires manuscrits et tapuscrits, système d'information archiviste.

Il existe de nombreux types d'instruments de recherche selon l'intérêt des fonds et les besoins du public, les exigences scientifiques et les ressources à disposition pour les rédiger.
Les instruments de recherche synthétiques ont pour objectif d'orienter globalement le public dans les archives. Selon leur forme et leur précision, ils sont appelés « annuaire des services d'archives », « catalogues des fonds », « états des fonds » ou « guides ».
Les instruments de recherche analytiques sont les documents qui fournissent au public une description plus ou moins précise du contenu des fonds d'archives (dossiers, pièces) qu'il peut ensuite demander de consulter. En France et au Québec, on distingue généralement le répertoire de l'inventaire, en fonction de leur niveau de précision dans la description :
- Le répertoire décrit sommairement le contenu de chaque article, sans entrer dans le détail. Il peut être « numérique » si les articles sont présentés dans l'ordre des cotes, « méthodique » si les articles sont présentés selon un ordre logique indépendant de la cotation, « chronologique » si les articles sont présentés dans un ordre chronologique, parfois indépendamment de l'ordre primitif.
- L'inventaire décrit une par une chacune des pièces qui constituent un article. Il est dit « sommaire » quand cette description se borne à indiquer le contenu et la date de la pièce et « analytique » quand s'y ajoutent des précisions relevant de la diplomatique, telles que des indications sur la langue employée, la nature du support, la présence d'un sceau ou d'un cachet, etc. Ce type d'instrument de recherche est réservé aux fonds de valeur majeure, vu l'investissement nécessaire pour produire un tel instrument de recherche.

Ces instruments de recherche peuvent être accompagnés d'index, de listes d'autorités ou de thésaurus. Les cadres de classification (cadre général organisant les fonds d'archives entre eux) et les structures de classement (reflétant, au niveau des fonds d'archives, les activités et le fonctionnement d'un organisme) permettent de s'orienter entre les différentes unités. Vu leur rôle central pour l'archiviste, on parle parfois d'« instruments de gestion ».
Plusieurs types d'instruments de recherche peuvent coexister dans un même service d'archives et pour un même fonds d'archives, en fonction des besoins, mais également comme héritage des travaux passés d'archivage. Dans les portails d'archives, ces différents types ont tendance à s'estomper pour le public.

## Outils et portails d'archives
Les instruments de recherche actuels sont généralement des bases de données informatiques qui font partie d'un système d'information archivistique.
Pour favoriser la recherche d'archives entre différentes institutions, celles-ci ont parfois mis en réseau leurs instruments de recherche au sein de portail d'archives accessibles sur le web.